# Bailliage de Malters et Littau
1481–1798
Entités suivantes :
- District de Lucerne

Le bailliage de Malters et Littau est un bailliage du canton de Lucerne.

## Histoire
Lucerne acquiert la basse et la haute juridiction sur Malters, qui comprend également la commune actuelle de Schwarzenberg, en 1480. La ville acquiert les mêmes droits sur Littau en 1481 et réunit ses deux territoires en un bailliage unique. Le siège du bailliage est Malters. Le bailliage est supprimé en 1798 et son territoire rejoint le district de Lucerne.
Le bailliage est voisin des bailliages de l'Entlebuch, de Rothenburg et de Kriens et Horw, ainsi que de la ville de Lucerne.

## Baillis
Le bailli est toujours un membre du Grand Conseil (législatif). Il réside à Lucerne et non dans le bailliage.
- 1483-? : Rudolf Haas[V3 1];
- 1487-? : Melchior Russ
- 1490-? : Ludwig Küng[V4 1];
- 1495-? : Hans Martin[V4 2];
- 1501-1502 : Niklaus Scheidegger[V5 1];
- 1505-? : Anton Bili[V2 1] ou Niklaus Huter[V4 3];
- 1514-? : Hans von Mantzet[V4 4];
- 1515-? : Niklaus Huter[V4 3];
- 1524-1525 : Rudolf Hünenberg[V4 5];
- 1531-? : Hans Ulrich Heinserlin[V4 6];
- 1532-? : Hans Ulrich Heinserlin[V4 6];
- 1543-? : Jacob Feer[V3 2];
- 1547-1548 : Hans Jaeger[V4 7];
- 1553-? : Antan Lingg[V4 8];
- 1555-1560 : Hans Rotsee[V5 2];
- 1561-? : Melchior von Moos[V5 3];
- 1563-? : Niklaus Cloos[V2 2];
- 1565-? : Niklaus Krus[V4 9];
- 1569-? : Niklaus zu Kaes[V4 10];
- 1583-? : Jost Moser[V5 4];
- 1597-? : Wilhelm Keiser[V4 11];
- 1611-? : Anton Haas[V3 1];
- 1647-? : Hans Bircher[V2 3];
- 1649-? : Josef Amrhyne[V1 1];
- 1673-? : Jost Hartmann[V3 3];
- 1677-? : Johann Moritz Ulrich Dulliker[V2 4];
- 1691-? : Joseph Jost Mohr[V4 12];
- 1695-? : Joseph zur Gilgen[V3 4];
- 1717-? : Ignaz Alphonse Dulliker[V2 4];
- 1729-? : Kaspar Leonz zur Gilgen[V3 4];
- 1733-? : Johann Martin von Fleckenstein[V3 5];
- 1735-? : Joseph Karl Rudolf Benedikt Mohr[V4 12];
- 1737-? : Franz Joseph Dominik Peyer[V5 5];
- 1753-? : Franz Joseph Jakob zur Gilgen[V3 4];
- 1775-? : Franz Joseph Bernard zur Gilgen[V3 4];
- 1787-? : Karl Josef Anton Mayr de Baldegg[V4 13];